# نديدات الأبوسوم قصير الذيل
نديدات الأبوسوم قصير الذيل (الاسم العلمي: Monodelphina) هي تحت قبيلة من الثدييات تتبع فصيلة الأبوسوميات الأمريكية من رتبة أبوسوميات الشكل.

## أجناس
- الأبوسوم قصير الذيل